# Église évangélique de Košice
 (février 2023).
L'Église évangélique ou Église protestante (en slovaque : Evanjelický kostol) à Košice, en Slovaquie, est une église néoclassique. Elle fait partie de l'Église évangélique de la confession d'Augsbourg en Slovaquie, une église luthérienne.

## Histoire
L'édifice a été construit en 1816 sur des plans de Georg Kitzling, un architecte de la cour de Vienne, pour les protestants allemands et slovaques de la ville de Košice. Lors de la construction, les protestants hongrois se sont joints aux Allemands et aux Slovaques pour acheter les cloches. L'ancienne croix de bois, datant de 1735, a été transférée dans la nouvelle église.
Le bâtiment est de plan ovale. Les chœurs luthériens sont situés dans des espaces latéraux. La coupole  est à caissons, et le maître-autel est doté de colonnes. L'église est contiguë au presbytère.